# Вулиця Юрія Кондратюка (Київ)
Ву́лиця Ю́рія Кондратюка́ — вулиця в Оболонському районі міста Києва, житловий масив Мінський. Пролягає від Литовського проспекту до вулиці Петра Калнишевського.
Прилучається проспект Маршала Рокоссовського.

## Історія
Вулиця запроєктована в 60-ті роки XX століття під назвою Нова № 2. Сучасна назва на честь українського вченого Юрія Кондратюка — з 1970 року.

## Установи та заклади
- Бібліотека ім. Панаса Мирного Оболонського району (буд. № 4-б)
- Київський міський консультативно-діагностичний центр[2] (буд. № 6).
- Стоматологічна клініка № 3 для дорослих Оболонського району (буд. № 6).
- Київська міська клінічна лікарня № 8 (буд. № 8).
- Травмопункт Оболонського району (буд. № 8).